# Tieralplistock
Le Tieralplistock est un sommet des Alpes uranaises, en Suisse. Il culmine à 3 383 m d'altitude.

## Géographie
Le Tieralplistock est situé à la limite entre les cantons de Berne et du Valais. Il est situé sur la rive droite de la vallée de l'Aar. Deux glaciers prennent naissance sur son versant oriental : le glacier de Trift coule vers le nord et le glacier du Rhône vers le sud.